# Morgenstern Trio
Das Morgenstern Trio (benannt nach dem Dichter Christian Morgenstern) ist ein deutsches Klaviertrio, das 2005 an der Folkwang Hochschule in Essen gegründet wurde.

## Mitglieder
Das Trio setzt sich zusammen aus Catherine Klipfel (Klavier), Stefan Hempel (Violine, bis 2009 Nina Reddig) und Emanuel Wehse, Violoncello.

## Geschichte
Das 2005 an der Folkwang Hochschule gegründete Trio erhielt Impulse durch ein Aufbaustudium beim Alban Berg Quartett in Köln und durch die European Chamber Music Academy. 2006 gewann es das Stipendium des Deutschen Musikwettbewerbes. Im Jahr 2007 erhielt es den Sonderpreis für die beste Haydn-Interpretation beim Haydn Wettbewerb in Wien, den 2. Preis bei der Melbourne International Chamber Music Competition und den 2. Preis sowie den Publikumspreis beim ARD-Wettbewerb in München. Das Trio war für die Jahre 2008 und 2009 Ensemble in Residence der Folkwang Hochschule.
Die drei Musiker spielten in der Konzertreihe Best of NRW, die von der „Werner Richard-Dr. Carl Dörken-Stiftung“ zusammen mit dem WDR und der Kunststiftung NRW ins Leben gerufen wurde. Gastspieleinladungen führten das Ensemble zu Festivals wie dem Pablo Casals Festival nach Prades, den Festspielen Mecklenburg-Vorpommern und dem Kuhmo Chamber Music Festival in Finnland. Mitschnitte des Trios waren u. a. beim BR, SWR, HR, ORF und ABC Classic/Australia zu hören.
Für die Saison 2009/2010 wurde das Morgenstern Trio auf Vorschlag der Kölner Philharmonie und des Konzerthauses Hamburg für die Rising Stars-Reihe der European Concert Hall Organisation ausgewählt. In diesem Rahmen gastierten die Musiker in den wichtigsten Konzerthäusern Europas. Ebenfalls 2009 erhielt das Trio den Kalichstein-Laredo-Robinson International Trio Award, mit dem bis 2012 mehrere Konzerte in bedeutenden Konzertsälen der USA, zum Beispiel in der Weill Recital Hall der Carnegie Hall, sowie Studio-Aufnahmen für eine CD-Produktion verbunden war.
Das Repertoire des Trios geht von Werken von Komponisten wie Joseph Haydn, Ludwig van Beethoven, Johannes Brahms über Maurice Ravel und Dimitri Schostakowitsch bis hin zu zeitgenössischen Komponisten wie Ernest Bloch, Widmann, Andrey Komanetzky.

## Diskografie
- Piano Trios Vol. 1. Beethoven: Trio Nr. 5 D-Dur op. 70 Nr. 1; Brahms: Trio Nr. 2 C-Dur op. 87 (Telos Music Records; 2007)
- Morgenstern Trio. Kalichstein-Laredo-Robinson International Award Winner. Smetana: Trio g-Moll; Schostakowitsch:Trio Nr. 1; Bernstein: Trio für Violin, Violoncello und Klavier (Azica; 2011)
- Kempener Klosterkonzerte 2014. Robert Schumann: Klaviertrio d-moll op.63; Franz Schubert: Klaviertrio Es-Dur op. 100 D 929 (2014)
- Tailleferre, Fontyn, Ravel. Klaviertrios von Germaine Tailleferre und Jacqueline Fontyn; Maurice Ravel: Klaviertrio a-Moll (Avi Music und Deutschlandfunk; 2015)
- Schubert / Schumann. Franz Schubert: Klaviertrio Es-Dur op. 100 (D 929); Robert Schumann: Klaviertrio d-Moll op. 63 (Kaleidos 2016)
- Transformations. Werke von Franz Bridge, Pierre Jalbert, Ernest Bloch, Ilhan Baran (Azica; 2019)
- Alfred Huber: Chamber Music. Darauf mit dem Morgenstern Trio: Plus lucis Klaviertrio op. 35 (Audithe; 2022)